# Ilse Pluimers
Ilse Pluimers, née le 29 avril 2002 à Wierden, est une coureuse cycliste néerlandaise.

## Biographie
Son grand-père Johan Pluimers était un coureur cycliste dans les années 1960, il est décédé en novembre 2012. Son grand frère Rick est également coureur cycliste professionnel.
En 2019, Ilse Pluimers devient championne d'Europe juniors de la course en ligne devant sa compatriote Sofie van Rooijen et la française Kristina Nenadovic.
En 2023, elle remporte le contre-la-montre du Circuit de Borsele. En septembre, dans la catégorie espoirs des Championnats d'Europe, elle triomphe sur la course en ligne.

## Palmarès sur route

### Par années
- 2019
  -  Championne d'Europe sur route juniors
  - 2e du championnat des Pays-Bas du contre-la-montre juniors
- 2020
  - 2e du championnat des Pays-Bas du contre-la-montre juniors
- 2022
  - 2e de DK Oost
- 2023
  -  Championne d'Europe sur route espoirs
  - Circuit de Borsele (contre-la-montre)
- 2024
  - 3e du championnat des Pays-Bas sur route espoirs
- 2025
  - 9e du Circuit Het Nieuwsblad

### Résultats sur les grands tours

#### Tour d'Italie
- 2023 : 70e

#### Tour de France
3 participations
- 2022 : 93e
- 2024 : abandon (8e étape)
- 2025 : 111e

#### Tour d'Espagne
- 2024 : 70e

### Classements mondiaux
| Année                                 | 2021 | 2022 | 2023 | 2024 |
| ------------------------------------- | ---- | ---- | ---- | ---- |
| Classement UCI                        | 732e | 285e | 217e | 298e |
| UCI World Tour                        | nc   | 132e | nc   | 170e |
|                                       |      |      |      |      |
| Légende : nc = non classéSource : UCI |      |      |      |      |

## Palmarès en cyclo-cross
- 2019-2020
  - Heeswijk-Dinther
  - Almelo
- 2023-2024
  - 3e du championnat des Pays-Bas de cyclo-cross espoirs